# Djebel Jelloud (délégation)

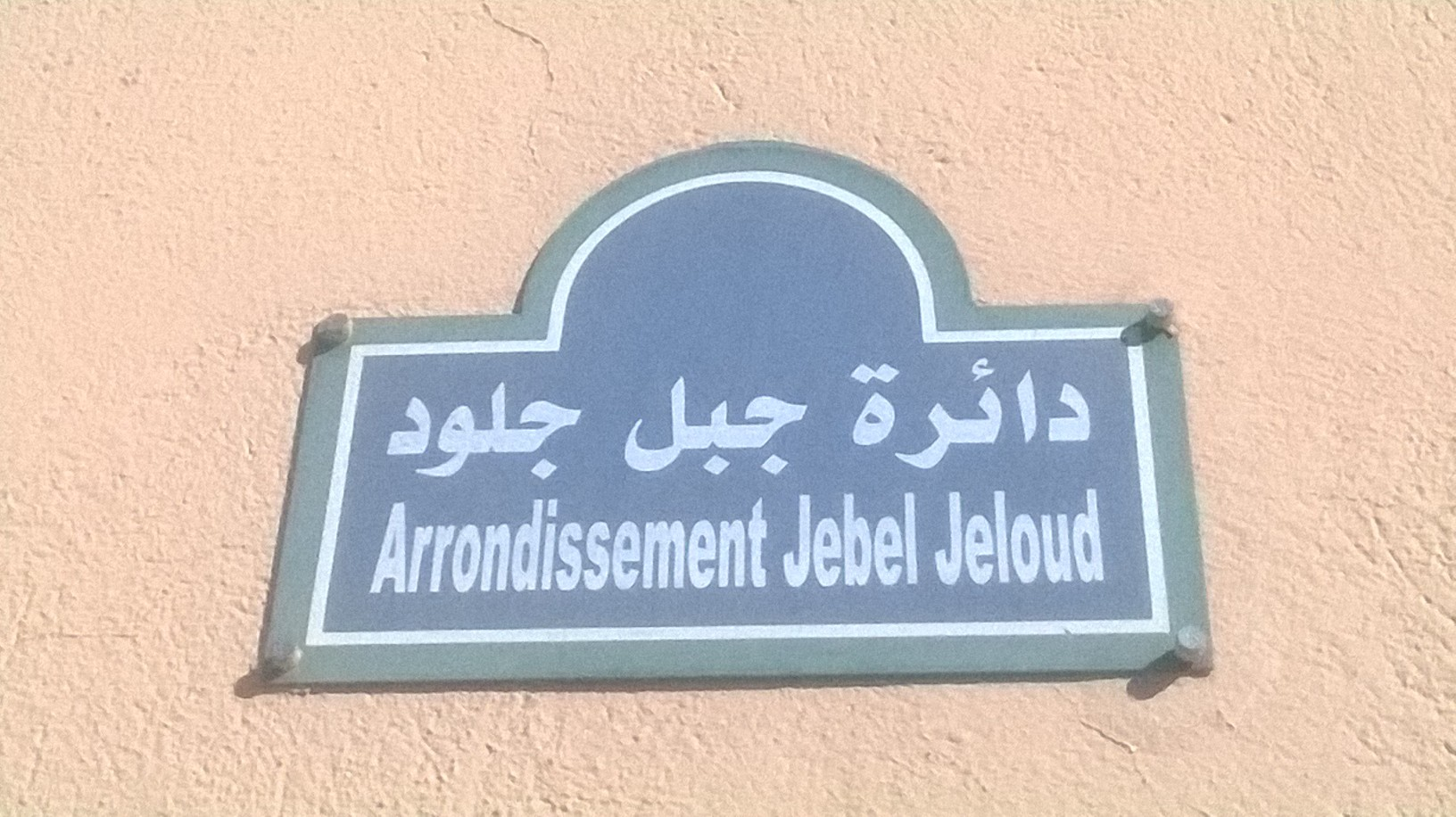
Plaque marquant l'arrondissement de Djebel Jelloud

Djebel Jelloud est une délégation tunisienne dépendant du gouvernorat de Tunis.
En 2004, elle compte 26 490 habitants dont 13 101 hommes et 13 389 femmes répartis dans 6 111 ménages et 5 724 logements.

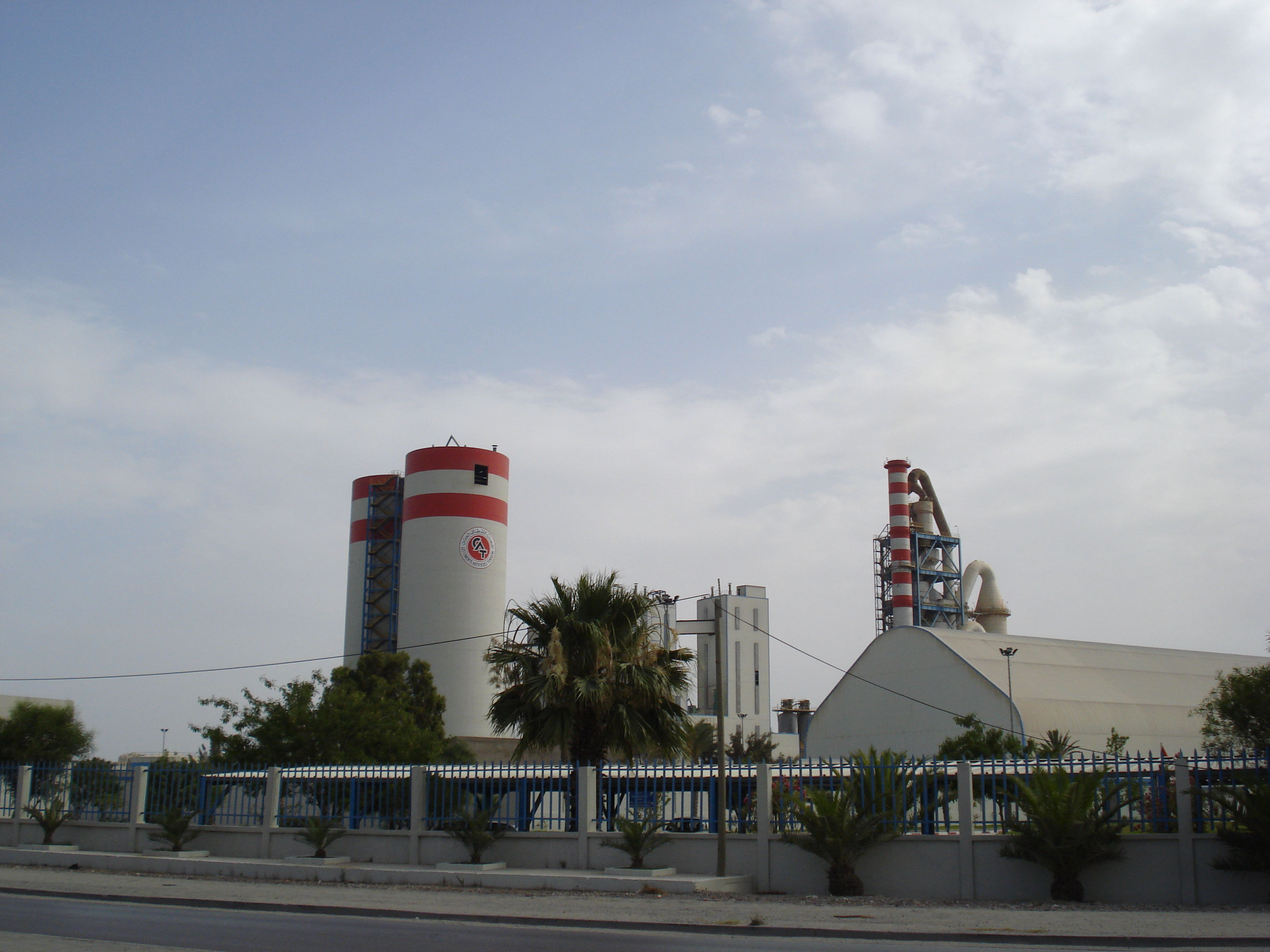
Usine des Ciments artificiels tunisiens

Elle comporte un certain nombre de quartiers dont :
- Sidi Fathallah[3] ;
- Djebel Jelloud ;
- Ali Bach-Hamba ;
- Cité Thameur ;
- El Afrane ;
- El Garjouma ;
- El Sebkha.

Elle est délimitée par la délégation de Bab El Bhar au nord, la délégation de Ben Arous (chef-lieu du gouvernorat du même nom) au sud, la  municipalité de Mégrine à l'est et les délégations d'El Ouardia et El Kabaria à l'ouest.